# Upucerthia jelskii
Az Upucerthia jelskii a madarak (Aves) osztályának verébalakúak (Passeriformes) rendjébe és a fazekasmadár-félék (Furnariidae) családjába tartozó faj.

## Rendszerezése
A fajt Jean Cabanis német ornitológus írta le 1874-ben, az Coprotretis nembe Coprotretis Jelskii néven, Egyes szervezetek az Upucerthia validirostris alfajaként sorolják be Upucerthia validirostris jelskii néven.

## Alfajai
- Upucerthia jelskii jelskii (Cabanis, 1874)
- Upucerthia jelskii pallida Taczanowski, 1883
- Upucerthia jelskii saturata Carriker, 1933[1]

## Előfordulása
Argentína, Bolívia, Chile és Peru területén honos.

## Megjelenése
Testhossza 17–19 centiméter, testtömege 33–42 gramm.

## Életmódja
Ízeltlábúakkal táplálkozik.

## Természetvédelmi helyzete
A Természetvédelmi Világszövetség Vörös listáján még nem szerepel.